# Hans Derben

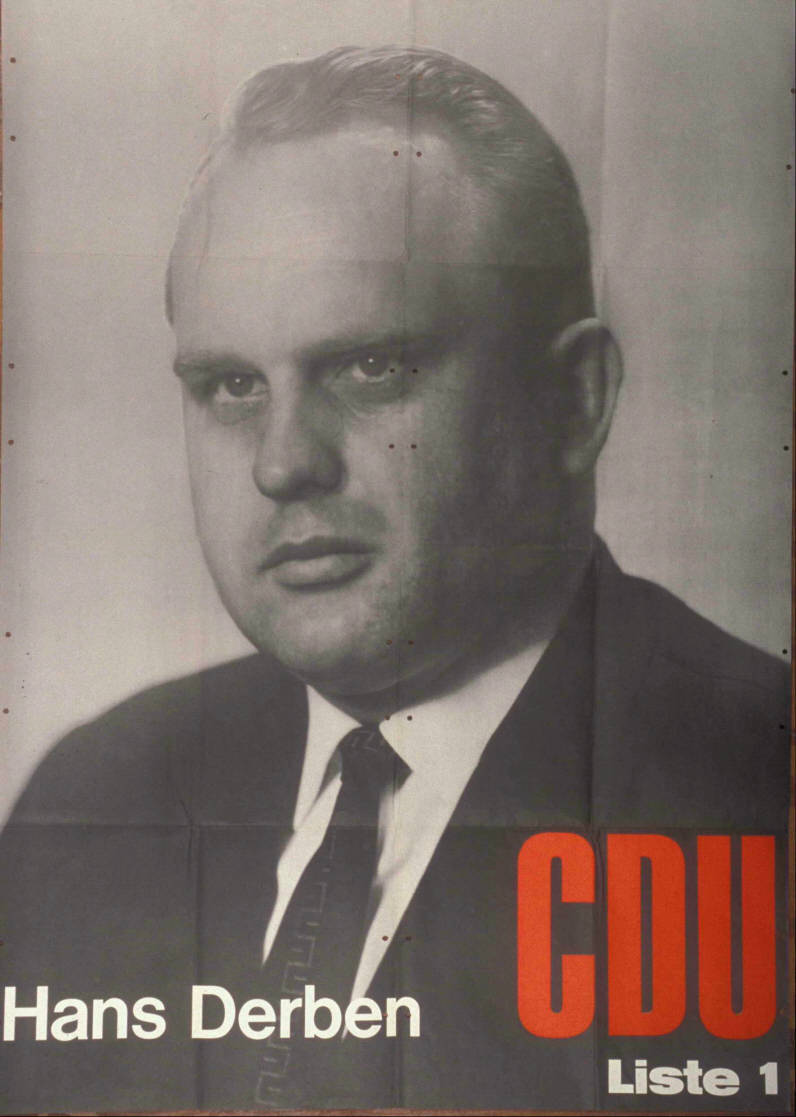
Plakat von Hans Derben als Kandidat zur Bundestagswahl 1965

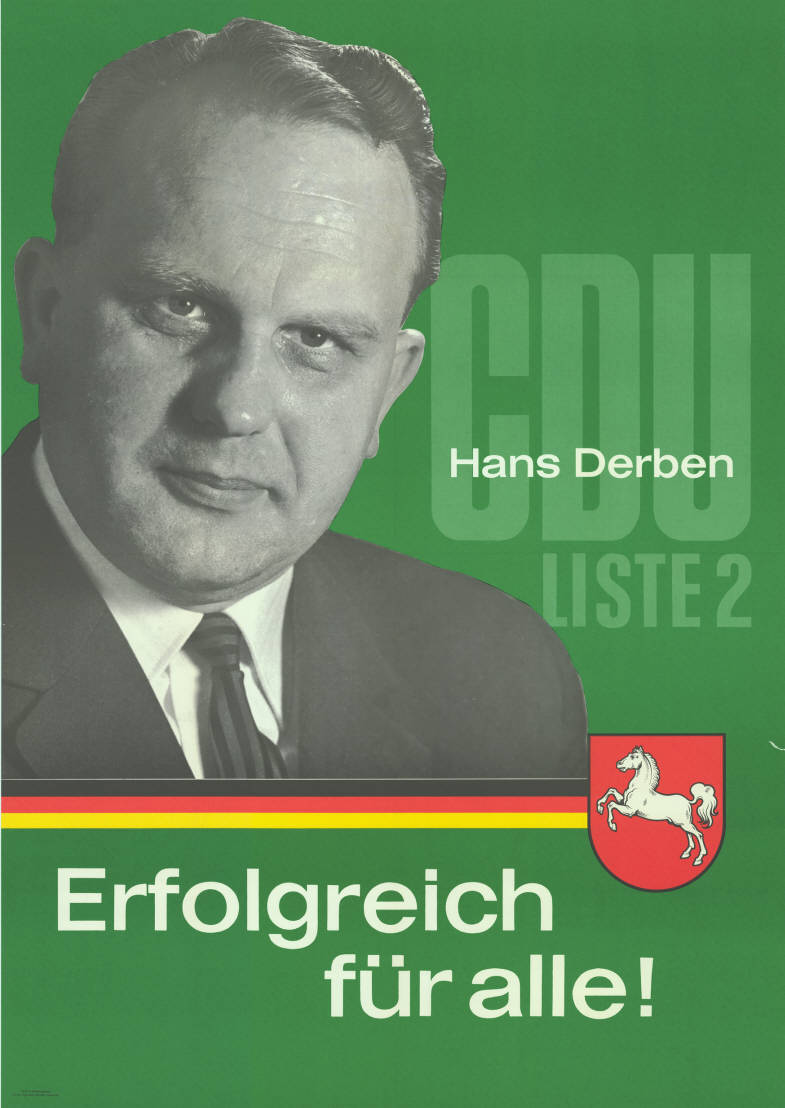
Wahlplakat zur Landtagswahl in Niedersachsen 1967

Johannes Derben genannt Hans (* 24. September 1927 in Danzig; † 21. Oktober 2009 in Neustadt am Rübenberge) war ein deutscher Politiker (CDU).
Derben beantragte am 28. Januar 1944 die Aufnahme in die NSDAP und wurde zum 20. April desselben Jahres aufgenommen (Mitgliedsnummer 9.912.658). Er war seit 1944 im Reichsarbeitsdienst und in den letzten Kriegswochen Kriegsteilnehmer des Zweiten Weltkrieges. Er wurde verwundet und geriet in sowjetische Kriegsgefangenschaft. Nach dem Krieg war er schwerkriegsgeschädigt. Derben schloss seine Schulausbildung erst nach dem Krieg an einem humanistischen Gymnasium ab. Im Jahr 1948 wurde er Angestellter in der niedersächsischen Versorgungsverwaltung. Im Jahr 1952 wurde er zunächst Betriebs- bzw. Personalratsvorsitzender im Versorgungsamt Hannover. Später wurde er von 1961 bis 1967 stellvertretender Hauptpersonalratsvorsitzender im Niedersächsischen Sozialministerium. Derben war Mitglied der Deutschen Angestellten-Gewerkschaft.
Er war Kreis- und von 1961 bis 1985 Landesvorsitzender der Christlich-Demokratischen Arbeitnehmerschaft sowie Mitglied des Bundesvorstandes der CDA. Außerdem war er Mitglied des Kreis- und des Bezirksvorstandes der CDU in Hannover. Ferner war er Mitglied des Landesvorstandes der CDU in Niedersachsen. Als Ratsherr der Landeshauptstadt Hannover wurde er von 1961 bis 1968 gewählt. Hier war er Mitglied des Sport- und Jugendwohlfahrtsausschusses sowie stellvertretender Vorsitzender des Sozialausschusses. Neben seiner politischen Laufbahn war er bekennender Katholik und engagierte sich auch in der Katholischen Arbeitnehmer-Bewegung.
Derben wurde zunächst in der 6. bis 9. Wahlperiode, vom 6. Juni 1967 bis zum 20. Juni 1982, Mitglied des Niedersächsischen Landtages. In der 10. Wahlperiode war er vom 2. Oktober 1985 bis zum 20. Juni 1986 im Landtag. Von 8. Juli 1970 bis zum 20. Juni 1982 war Schriftführer des Niedersächsischen Landtages.
Er war Inhaber des Verdienstkreuzes am Bande und des Verdienstkreuzes I. Klasse des Verdienstordens der Bundesrepublik Deutschland.
Hans Derben erlag ebenso wie seine Ehefrau Erika (geborene Seebaß am 10. März 1928 in Salder, verstorben in Hannover) den schweren Verletzungen nach einem Verkehrsunfall in Rehburg auf der Landesstraße 360. Aus ungeklärter Ursache war er als Fahrer seines Fahrzeugs in den Gegenverkehr geraten.